# جامعة شيكاغو الحكومية
جامعة شيكاغو الحكومية (بالإنجليزية: Chicago State University)‏ وتُختصر إلى CSU هي جامعة عامة يغلب عليها السود في شيكاغو في إلينوي. تأسست عام 1867 باسم مدرسة مقاطعة كوك العادية (بالإنجليزية: Cook County Normal School)‏، وكانت كلية معلمين مبتكرة. في نهاية المطاف، تولت مدارس شيكاغو العامة السيطرة على المدرسة وأصبحت كلية شيكاغو للمعلمين (سي تي سي). بدأت جامعة نورث إيسترن إلينوي كفرع جامعي لجامعة شيكاغو للمعلمين. في عام 1951، بدأت ولاية إلينوي تمويل الكلية، وتولت السيطرة في عام 1965، وحولتها إلى كلية حكومية شاملة. في عام 1967، أصبحت جامعة شيكاغو الحكومية. الجامعة هي عضو في صندوق كليات ثورغود مارشال ومعتمدة من قبل لجنة التعليم العالي.

## التاريخ

### التاريخ المبكر: القرن التاسع عشر
تأسست مدرسة مقاطعة كوك العادية في عام 1867 من خلال مبادرة جون إف إيبرهارت، مفوض المدارس في مقاطعة كوك. وأشار إيبرهارت إلى أن مدارس مقاطعة كوك تخلفت كثيرًا عن نظيراتها في مدينة شيكاغو، خاصة من حيث جودة وكفاءة المعلمين. أقنع مفوضي المقاطعة بعقد معهد لتدريب المعلمين في أبريل 1860؛ أقنع نجاحها المفوضين بالحاجة إلى مدرسة دائمة لتعليم المعلمين. في مارس 1867، أنشأ مجلس المشرفين في مقاطعة كوك مدرسة عادية في بلو آيلاند على أساس تجريبي لمدة عامين. كان دانيال س. وينتورث هو المدير الأول.
افتتحت المدرسة في عام 1869 كمؤسسة دائمة في إنجلوود، التي كانت قرية بعيدة عن ضواحي شيكاغو في ذلك الوقت. بعد وفاة وينتورث في عام 1883، تم استبداله بالعقيد فرانسيس وايلاند باركر، وهو شخصية بارزة في تاريخ التعليم الأمريكي. كان باركر مبتكرًا تربويًا ساعد في بناء فلسفة التعليم التقدمي، والتي شكلت بشكل حاسم التعليم المدرسي الأمريكي خلال القرن العشرين. مكرسين للاقتراح القائل بأن طبيعة ومصالح الطفل يجب أن تحدد قرارات المناهج الدراسية، وليس العكس، حاول الإصلاحيون التقدميون من تسعينات القرن التاسع عشر فصاعدًا إبعاد ما اعتبروه معايير تعليم قمعية وسلطوية. حث باركر المعلمين على منح التلاميذ حرية التعلم من بيئتهم، والسماح للفضول بدلاً من المكافآت أو العقوبات بتوفير دوافعهم، وتعزيز الديمقراطية الأمريكية من خلال إضفاء الطابع الديمقراطي على فصولهم الدراسية. كتب جون ديوي في ذا نيو ريببلك في عام 1930 أن باركر «كان أبا الحركة التعليمية التقدمية أكثر من أي شخص آخر تقريبًا.» يعتقد باركر أن التعليم هو حجر الزاوية للديمقراطية، وأنه لتحقيق هذه الغاية يجب استبدال الحفظ عن ظهر قلب باستكشاف البيئة. سبقت محادثات باركر حول علم أصول التدريس مدرسة ومجتمع ديوي بخمس سنوات، وهي واحدة من النصوص التأسيسية في الحركة التقدمية.
بحلول تسعينات القرن التاسع عشر، لم تتمكن مقاطعة كوك من توفير الدعم اللازم لمدرستها العادية. نظرًا لأن العديد من الخريجين وجدوا فرص عمل في نظام المدارس العامة في شيكاغو، كان من الطبيعي أن تتولى المدينة زمام الأمور، على الرغم من أنها كانت شديدة المقاومة للفكرة في البداية. في عام 1897، تولى مجلس شيكاغو للتعليم مسؤولية ما أصبح الآن مدرسة شيكاغو العادية. بعد ذلك بوقت قصير، استقال فرانسيس دبليو باركر، مدير المدرسة الشهير، بعد أن فشل المجلس في تنفيذ توصيات لجنة النظام المدرسي برئاسة ويليام ريني هاربر من جامعة شيكاغو. اقترح هاربر رفع معايير القبول في المدرسة العادية، وزيادة العدد الإجمالي للمعلمين المدربين، وتعزيز الرقابة على الخريجين بمجرد عملهم في المدارس العامة.
تم استبدال باركر بأرنولد تومبكينز. كان تومبكينز أحد سكان إنديانا الهيجليين الذي أدخل إصلاحات رئيسية ساعدت في تشكيل فلسفة المؤسسة. أعلن تومبكينز عن عدم رضاه عن مدرسة الممارسة التي استخدمت بعد ذلك كمختبر للطلاب والمعلمين. لقد أراد أن يكتسب المدربون خبرة حقيقية في مدارس شيكاغو العامة، وشجع على وضعهم في مجتمعات المهاجرين الفقيرة. من تلك النقطة فصاعدًا، سوف تتميز المدرسة ليس فقط بممارساتها التربوية المبتكرة، ولكن أيضًا بالتزامها بتوسيع الفرص لقطاعات المجتمع المحرومة.

### أوائل القرن العشرين
خلفت إيلا فلاج يونغ، المُعلمة الرائدة في حد ذاتها، تومبكينز كرئيسة. حصلت يونغ على درجة الدكتوراه في عهد جون ديوي من جامعة شيكاغو، وبعد تركها مدرسة شيكاغو العادية، عملت كمشرف على نظام المدارس العامة في شيكاغو. حاولت توسيع المناهج الدراسية إلى ثلاث سنوات، لكن مجلس التعليم أعاقها. بعد أن تركت يونغ منصب المشرف في عام 1909، أصبح ويليام بيشوب أوين مدير للجهاز المركزي.
في عام 1913، تم تغيير اسم المدرسة إلى كلية شيكاغو العادية، مع معايير قبول أعلى وأضيفت العديد من المباني الجديدة تدريجياً إلى الحرم الجامعي. في عام 1926، انتقلت الكلية إلى منهج مدته ثلاث سنوات، مع التركيز بشكل أكبر على المواد الأكاديمية التقليدية بدلاً من علم أصول التدريس. كانت المدرسة وسيلة تعليمية جذابة بشكل متزايد لمجتمعات المهاجرين في شيكاغو، الذين يمكن أن يحصلوا على تعليم أولي غير مكلف قبل الانتقال إلى الجامعة. ومع ذلك، عندما بدأ الكساد الكبير في عام 1929، أجبر النقص الحاد في الميزانية الكلية على تقليص عملياتها، وكاد يحدث في إغلاقها. في عام 1932، تقلصت ميزانية مجلس التعليم بمقدار 12 مليون دولار. بالنسبة للكثيرين، كانت الإستراتيجية الواضحة للاقتصاد هي إغلاق الكلية العادية، نظرًا لعدم وجود وظائف في النظام المدرسي للمعلمين المدربين على أي حال.
قام أعضاء هيئة التدريس والطلاب بحملة نشطة للإبقاء على الكلية مفتوحة. كانت المسيرات والمطبوعات وجهود مجتمعات المهاجرين جزءًا من التعبئة لصالح استمرار العمليات. مع استقرار الاقتصاد، انحسر التهديد بحل الكلية، رغم أنه لم يختف. في غضون ذلك، زاد الاهتمام بالمدرسة، حيث أجبر العوز المالي العديد من طلاب منطقة شيكاغو على التخلي عن المؤسسات السكنية في أماكن أخرى من أجل حرم جامعي أقرب إلى المنزل.
في عام 1938، غيرت المدرسة اسمها مرة أخرى، وهذه المرة إلى كلية شيكاغو للمعلمين لتعكس التبني الأخير لمنهج دراسي مدته أربع سنوات. كان لدى الرئيس جون أ. بارتكي خطط طموحة لتنشيط التدريس من خلال التزام جديد بالفنون الليبرالية ومضاعفة الوقت المخصص لممارسة التدريس. بالإضافة إلى ذلك، تم تقديم درجة الماجستير في التربية لأول مرة. ومع ذلك، توقفت إصلاحات بارتكي مع اندلاع الحرب العالمية الثانية، والتي استنزفت أعضاء هيئة التدريس والطلاب على حد سواء. التحق بارتكي بنفسه بالبحرية عام 1942، ولم يعد إلى الكلية مطلقًا. في غيابه، عكس مجلس شيكاغو للتعليم معظم ابتكاراته في المناهج الدراسية.
بعد انتهاء الحرب، تم تعيين ريموند ماك كوك عميدًا. كان الإنجاز الأساسي لكوك هو إقناع ولاية إلينوي بتولي تمويل الكلية. لم تعد المدينة قادرة على تمويل المؤسسة بشكل كافٍ، وفي عام 1951 وقع الحاكم أدلاي ستيفنسون تشريعًا سدد لمجلس التعليم نفقات تشغيله على أساس دائم. في عام 1965، نجح كوك في إقناع الدولة بتحمل مسؤولية الكلية بالكامل.

### 1950-1979: تغيير الاسم، الموقع الجديد
مع تغير التركيبة الديموغرافية للجانب الجنوبي من شيكاغو، بدأت أعداد متزايدة من الطلاب الأمريكيين من أصل أفريقي في الالتحاق بالكلية. بحلول الخمسينيات من القرن الماضي، كان ما يقرب من 30% من الطلاب من السود. في الوقت نفسه، تم افتتاح ثلاثة فروع لكلية شيكاغو للمعلمين في أماكن أخرى من المدينة. أصبحت هذه في النهاية جامعة نورث إيسترن إلينوي. خلال هذه السنوات، قامت كلية شيكاغو للمعلمين وفروعها بتعليم عدد كبير من الطلاب الذين أصبحوا مدرسين لنظام مدرسة شيكاغو العامة.
بمجرد أن تولت ولاية إلينوي زمام السيطرة على المؤسسة، توسعت البرامج والهيئة الطلابية بشكل سريع. شهدت الكلية تغييرين آخرين في الأسماء، لتصبح كلية شيكاغو الحكومية في عام 1967 وجامعة ولاية شيكاغو في عام 1971، قبل عام من الانتقال إلى حرم جامعي جديد. بحلول منتصف الستينيات من القرن الماضي، كانت البنية التحتية للكلية تتدهور وتزداد التوترات بين أغلبية الطلاب البيض والحي المحيط بالسود. مثل العديد من الجامعات، شهدت كلية شيكاغو الحكومية موجة من النشاط الطلابي في عامي 1968 و1969 حيث طالب الطلاب السود وأعضاء هيئة التدريس بمزيد من الاهتمام باحتياجاتهم واهتماماتهم وعلاقات أوثق مع الحي. ردت الإدارة من خلال إنشاء برنامج الدراسات الأمريكية الأفريقية ومركز ثقافي.
في عام 1972، انتقلت الجامعة إلى موقعها الجديد. اشترت الولاية موقعًا من سكة حديد إلينوي المركزية. تم تعليق الفصول الدراسية لمدة أسبوعين في نوفمبر لإكمال الخطوة.
في يناير 1975، وقع 5000 طالب على عريضة 45 قدم (14 م) التمرير الذي يطلب من الرئيس جيرالد فورد إعطاء عنوان البدء عند التخرج في ذلك الصيف. في 12 يوليو 1975، ألقى الرئيس فورد خطاب الافتتاح في الحفل الذي أقيم في مسرح آري كراون في ماكورميك بليس وحصل على درجة دكتوراه فخرية في القانون.

### أواخر القرن العشرين
بعد ذلك بوقت قصير، أعلن الرئيس ميلتون بيرد استقالته. كان بديله، بنجامين ألكسندر، أول زعيم أمريكي من أصل أفريقي في المؤسسة. تحت قيادة الإسكندر، تلقت المدرسة اعتمادًا كاملًا لمدة 10 سنوات لأول مرة في تاريخها. دفع الإسكندر بقوة لتعزيز التعددية الثقافية، حيث تضخم الجزء الأفريقي الأمريكي من الجسم الطلابي من 60% في بداية السبعينيات إلى أكثر من 80% بحلول عام 1980. شجعت هذه التركيبة السكانية المتغيرة نقاشًا حول ما إذا كان ينبغي اعتبار الجامعة مؤسسة يغلب عليها الأمريكيون الأفارقة، على غرار (جامعات وكليات السود التاريخية) أو ما إذا كان ينبغي الاحتفاظ بهوية متعددة الثقافات والأعراق. وقد استمر هذا النقاش بشكل ما منذ ذلك الحين.
عين الرئيس بنجامين ألكسندر الدكتورة دوروثي إل ريتشي، خريجة جامعة توسكيجي لتصبح أول امرأة يتم تعيينها كرئيسة لألعاب القوى في كلية أو جامعة مختلطة في الولايات المتحدة. برعت فرقها خلال عامها الأول كمديرة رياضية في عام 1975.
كافحت المدرسة في الثمانينات من القرن الماضي مع عدم انتظام معدلات الالتحاق، وتراجع ميزانيات الدولة، وانخفاض معدلات التخرج. ومع ذلك، في أوائل التسعينات، ساعد الرئيس دولوريس كروس على إدخال زيادة حادة في الالتحاق والاحتفاظ. وحثت أعضاء هيئة التدريس على الاتصال شخصيًا بالمستشارين والطلاب الذين قد يواجهون مشاكل. ارتفع معدل الالتحاق بنسبة 40% ليقترب من 10000. أطلقت صحيفة شيكاغو تريبيون على ولاية شيكاغو لقب «جامعة النجاح.»
في عام 1990، تم تعيين الشاعرة المعروفة جويندولين بروكس أستاذاً متميزاً. قامت بتدريس فصول في الجامعة حتى وفاتها. أنشأت بروكس بروتيجي وأستاذ اللغة الإنجليزية هاكي آر مادهوبوتي مركزًا للكتابة، يُطلق عليه الآن مركز جويندولين بروكس للأدب الأسود والكتابة الإبداعية، والذي يستضيف مؤتمرًا سنويًا ويقدم درجة الماجستير الوحيدة في البلاد للتركيز على الأدب الأفريقي الأمريكي.

### القرن ال 21
أصبحت إلنورا دانيال رئيسةً في عام 1998، وعملت على زيادة التمويل الفيدرالي والولائي وإنشاء برامج جديدة. تأسست كلية الصيدلة الفخرية عام 2003 وكلية الصيدلة عام 2007. أشرفت دانيال أيضًا على برنامج الدكتوراه الأول في الجامعة في القيادة التربوية. أنتج البرنامج أوائل خريجيه في عام 2009. تم توفير أموال خاصة لتمويل برنامج شراء الكتب المدرسية للمدارس الأفريقية ومبنيين جديدين: مكتبة الجامعة ومركز إميل وباتريشيا جونز للمؤتمرات.
في عام 2008، استقالت دانيال بسبب مزاعم الإنفاق غير المبرر. وجدت مراجعة حكومية أن دانيال أنفق 15000 دولار تم إنفاقها على أنها «مؤتمر قيادة» في رحلة بحرية عائلية بدلاً من ذلك. عندما بدأ مجلس الأمناء البحث عن بديل لها، استقال جميع أعضاء هيئة التدريس الذين خدموا في لجنة البحث باستثناء اثنين احتجاجًا على عدم معالجة مخاوفهم. تضمن جزء من مخاوفهم معدل التخرج بنسبة 16.2 في المائة فقط (اعتبارًا من 2007) والبنية التحتية غير الملائمة. في 29 أبريل 2009، عين مجلس الأمناء المتقاعد من كليات مدينة شيكاغو المستشار واين واتسون كرئيس جديد للجامعة. احتج العديد من الطلاب وأعضاء هيئة التدريس على القرار، الذين أطلقوا صيحات الاستهجان علانية على الإعلان، مدعين أن تعيين واتسون كان مدفوعًا باعتبارات سياسية وليس لصالح الطلاب وأعضاء هيئة التدريس. دفعت هذه القضايا لجنة التعليم العالي، وكالة اعتماد المدرسة، للتعبير عن مخاوف «خطيرة» بشأن مستقبل الجامعة والإشارة إلى أن اعتمادها قد يكون في خطر. ومع ذلك، تحت قيادة واتسون، احتفظت المدرسة باعتمادها ووسعته بعد مراجعة اللجنة.
في يناير 2014، ذكرت صحيفة شيكاغو تريبيون أن عميدة المدرسة المؤقتة، أنجيلا هندرسون، كانت قيد التحقيق من قبل جامعة إلينوي في شيكاغو (UIC) لاحتمال الانتحال في أطروحتها. في النهاية، برأ اتحاد المحاكم الإسلامية هندرسون من الانتحال، وتوصل هندرسون إلى تسوية بقيمة 700 ألف دولار مع اتحاد المحاكم الإسلامية في عام 2019.
خلال فترة ولاية واتسون، تم تسمية جامعة شيكاغو الحكومية كمدعى عليه في عدة دعاوى قضائية رفيعة المستوى ادعى فيها موظفو المبلغين عن المخالفات أنهم تعرضوا لإطلاق النار الانتقامي لفضح سوء السلوك الأخلاقي من جانب إدارة واتسون. في إحدى الحالات، أصدرت هيئة المحلفين حكماً جوهرياً بلغ أكثر من 3 ملايين دولار. دعوى مماثلة عام 2014 اتهمت واتسون بتعيين وترقية مديرين بشكل غير لائق والانخراط في علاقة رومانسية غير مناسبة مع أحد الموظفين.
في أكتوبر 2015، صوت مجلس الجامعة بالإجماع لاختيار توماس ج.كالهون، سابقًا من جامعة شمال ألاباما، ليخلف واتسون كرئيس. دخل كالهون بوعده بتحقيق الاستقرار المالي للمدرسة وتحسين معدلات الالتحاق والتخرج.
في 26 فبراير 2016، تلقى جميع موظفي جامعة ولاية شيكاغو البالغ عددهم 900 موظف إخطارات بالتسريح تحسبا لعدم كفاية التمويل. منذ بدء أزمة ميزانية إلينوي في يوليو 2015، لم يكن لدى الجامعة أي تمويل حكومي.
في مايو 2016، انخفض معدل التخرج في الجامعة إلى 11 بالمائة فقط. تعرضت الجامعة تاريخياً لانتقادات من المشرعين والمفوضين بسبب معدلات التخرج المنخفضة التي تتراوح بين 13 و21 في المائة.
وفقًا لتحليل Chicago City Wire لمراجعة عام 2016 بواسطة مدقق إلينوي العام، فإن معدل التخرج المنخفض في ولاية شيكاغو يكلف أكثر من 2.5 مليون دولار من دولارات الضرائب التي يتم إنفاقها سنويًا لكل خريج. كما تدين جامعة ولاية شيكاغو أيضًا بدين قدره 356.5 مليون دولار، معظمها مستحق لخطة معاشات نظام التقاعد بالجامعة الحكومية. في خريف عام 2016، كان عدد الطلاب في الفصل الأول 86 طالبًا فقط حيث انخفض معدل الالتحاق الإجمالي بنسبة 25 في المائة، وفي ميزانية الجامعة البالغة 84 مليون دولار للعام الدراسي 2016-2017، قدمت ولاية إلينوي تمويلًا طارئًا فقط للجامعة.
في سبتمبر 2016، صوت مجلس الجامعة لقبول استقالة الرئيس كالهون بعد تسعة أشهر فقط من توليه منصبه، وعين سيسيل لوسي، نائب رئيس الجامعة للشؤون الإدارية والمالية، كرئيس مؤقت. وتضمنت الاتفاقية حزمة تعويضات إنهاء الخدمة بقيمة 600 ألف دولار للرئيس المنتهية ولايته والتزامًا بعدم الكشف عن أسباب الانفصال. لقي قرار مجلس الإدارة انتقادات شديدة لافتقاره للشفافية والتكلفة الباهظة التي فرضها على المؤسسة بالفعل في خضم أزمة الميزانية.
في 4 فبراير 2017، كشفت صحيفة شيكاغو تريبيون أن ولاية شيكاغو أنفقت أكثر من 370 ألف دولار من أموال الضرائب على أنشطة التخطيط للحرم الجامعي الثاني في الجانب الغربي من شيكاغو، بما في ذلك دراسة الجدوى، وشراء العقارات في هومان سكوير، وتوظيف مهندس معماري. ذكرت صحيفة نيويورك تايمز بعد أربعة أيام أن ولاية شيكاغو كانت تفكر في إضافة فريق كرة قدم غير منحة دراسية وفرقة موسيقية من أجل جذب المزيد من الطلاب من مدارس شيكاغو العامة. ثم في مارس 2017، قامت ولاية شيكاغو بتسوية قضية المبلغين عن المخالفات التي رفعها محامي المدرسة السابق جيمس كرولي مقابل 4.3 مليون دولار. زعم كرولي أن ولاية شيكاغو فصلته في عام 2010 انتقاما لإبلاغه عن سوء سلوك من قبل كبار المسؤولين.
تم التصويت بالإجماع على زالدوايناكا سكوت من قبل مجلس الأمناء ليكون الرئيس الدائم الثاني عشر لجامعة ولاية شيكاغو وتولى المنصب في 1 يوليو 2018.
لعام 2020، صنفت يو إس نيوز آند وورد ريبورت ولاية شيكاغو # 117- # 153 في الجامعات الإقليمية في الغرب الأوسط.

## البنايات

### إميل وباتريشيا أ. جونز كونفوكيشن سنتر
مركز مؤتمرات إميل وباتريشيا جونز عبارة عن ساحة متعددة الأغراض داخل الحرم الجامعي تتسع لـ 7000 مقعد بدأت في 4 أكتوبر 2004، واكتملت في عام 2007. تستضيف الساحة فرق كرة السلة في جامعة ولاية شيكاغو كوجر وتحل محل مركز جاكوبي ديكنز الرياضي، الذي كان يتسع لـ 2500 شخص فقط. من بين الأحداث الرياضية، يضم مركز الاحتفالات الحفلات الموسيقية والمؤتمرات والفعاليات الخاصة على مستوى المدينة. يعتبر مركز الدعوة فريدًا من بين المشاريع الرياضية بجامعة إلينوي لأن جامعة ولاية شيكاغو لم تضطر إلى جمع أي أموال للمشروع.

### مركز جاكوبي ديكنز
مركز جاكوبي ديكنز (JDC) هو موطن قسم ألعاب القوى بين الكليات بالجامعة. تم بناء المبنى في عام 1971 وكان يُعرف سابقًا باسم بناية رياضات جامعة شيكاغو الحكومية حتى عام 1995، عندما تم تخصيصه لرجل الأعمال الشهير في شيكاغو جاكوبي ديكنز. يحتوي على صالة للألعاب الرياضية بسعة 2500 مقعد، وثلاثة حمامات سباحة، ومركز للياقة البدنية، وثماني غرف خلع الملابس، وثلاثة فصول دراسية، واستوديو للرقص، وصالة ألعاب رياضية إضافية ومتعددة الأغراض. بالإضافة إلى ذلك، المبنى هو موطن لقسم الرياضة بالجامعة وقسم الصحة والتربية البدنية والترفيه بالجامعة.

### المكتبة
تتميز مكتبة الجامعة، التي تم تخصيصها في أكتوبر 2006، بأحدث أنظمة التخزين والاسترجاع الآلية، والتي تحتفظ حاليًا بمعظم مواد المكتبة التي تم إنتاجها قبل عام 1991. يمكنه استرجاع خمسة كتب في 2.5 دقيقة، في المتوسط ؛ متوسط الوقت الذي يستغرقه الطالب لاسترجاع خمسة كتب هو ساعتان. تبلغ سعة النظام 800000 مجلد ويتم نسخ قاعدة البيانات احتياطيًا في موقعين خارج الموقع على الأقل. في 18 أكتوبر 2018، تم تسمية المكتبة رسميًا باسم مكتبة غويندولين بروكس.

## الحياة الطلابية

### ألعاب القوى
ترعى الجامعة سبعة فرق رجال وثماني فرق نسائية في الرياضات التي تقرها الرابطة الوطنية لرياضة الجامعات. تشمل الرياضات الرجالية كرة السلة وعبر الضاحية والجولف وكرة القدم والتنس والمضمار والميدان. تشمل الرياضات النسائية كرة السلة، اختراق الضاحية، الجولف، كرة القدم، التنس، سباقات المضمار والميدان، والكرة الطائرة.
تسمى الفرق الرياضية بالمدرسة الكوجر، وألوان الفريق خضراء وبيضاء. تشارك الجامعة في القسم الغربي الرياضي (WAC) من الرابطة الوطنية لرياضة الجامعات، وكانت الجامعة عضوا في مؤتمر منتصف القارة، ولكن انسحبت واستغرقت في وضع مستقل قبل أن تنضم إلى مؤتمر الغربية العظمى، التي لعبت فيه من 2009 إلى 2010 حتى 2012-2013. قبل الحصول على حالة القسم الأول من الرابطة الوطنية لرياضة الجامعات، تمتعت الجامعة بعضوية في الرابطة الوطنية لألعاب القوى بين الكليات (NAIA) والرابطة الوطنية لرياضة الجامعات القسم الثاني.

## الكليات
بالإضافة إلى كلية الشرف وكلية الدراسات العليا والمهنية، يوجد في ولاية شيكاغو الكليات الخمس التالية التي تمنح درجات علمية:
- كلية الآداب والعلوم
- كلية إدارة الأعمال
- كلية التربية
- كلية العلوم الصحية
- كلية الصيدلة

## روابط خارجية
- الموقع الرسمي
- موقع ويب جامعة شيكاغو الحكومية لألعاب القوى